# دبليو دبليو إف كينغ أوف رينغ
دبليو دبليو إف كينغ أوف رينغ هي لعبة فيديو من تطوير شركة غراي ماتر ونشرتها شركة إل جاي إن وتم إصدارها في أمريكا الشمالية في عام 1993.